# Шоммер, Франсуа
Франсуа Шоммер (фр. François Schommer; 20 ноября 1850[…], Париж — 29 октября 1935, Нёйи-сюр-Сен) — французский художник.

## Биография
Родился в 1850 году в Париже. Учился в парижской Высшей школе изящных искусств под руководством живописцев Изидора Пильса и Анри Лемана. Был заметной фигурой художественной жизни Франции «Прекрасной эпохи» и в последующий период. Регулярно выставлял свои картины в Парижском салоне и в Салоне французских художников в 1870—1935 годах.
В 1878 году получил Римскую премию первой степени за картину «Император Август перед гробницей Александра Македонского», после чего три года (1879—1882) проживал в Риме. На Всемирных выставках в Париже 1889 и 1900 года был награждён серебряными медалями.
С 1910 года являлся профессором Высшей школе изящных искусств в Париже, которую сам окончил, а в 1924 году — членом Института Франции (Академии изящных искусств).
Был кавалером (1890), а в дальнейшем и офицером ордена Почётного легиона.
Скончался в Нейи-сюр-Сен в 1935 году и был похоронен на кладбище Пер-Лашез.

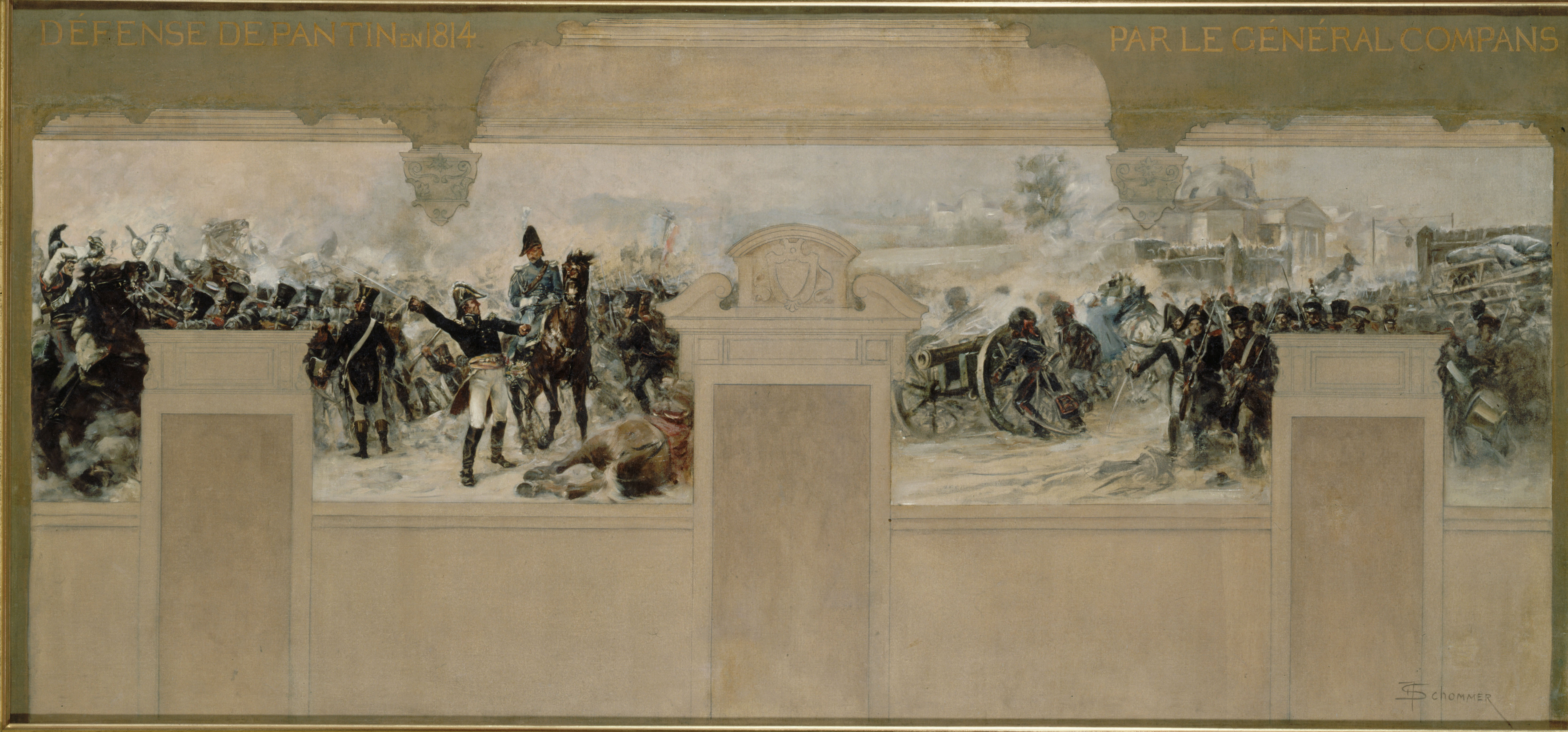
Эскиз росписи для ратуши Пантена: оборона Пантена в 1814 году генералом Компаном. Городской музей изящных искусств Парижа

Многие критики — современники Шоммера высоко ценили его творчество: Шоммера считали одним из последних (или даже последним) крупным французским художником-академистом. Многие годы он категорически отметал влияние любых новейших течений на свои работы, за что заслужил от своих оппонентов сравнение с Дон Кихотом. В годы последующего упадка французского реалистического изобразительного искусства Шоммер, до последнего противостоявший этому упадку, во Франции был основательно забыт.
Помимо станковой, Шоммер занимался декоративной живописью. Ему принадлежат, в частности, некоторые росписи в зданиях Института Франции, Парижской ратуши, а также ратуши в городе Рубе, неподалёку от Лилля. Его картина, удостоенная Римской премии, хранится в Высшей школе изящных искусств Парижа; картина, изображающая атаку Конных гренадер Наполеоновской гвардии во главе с генералом Лепиком в битве при Прейсиш-Эйлау — в парижском музее Армии; как минимум две картины имеются в фондах музея Орсе. Ещё ряд работ находится в частных собраниях.

## Галерея

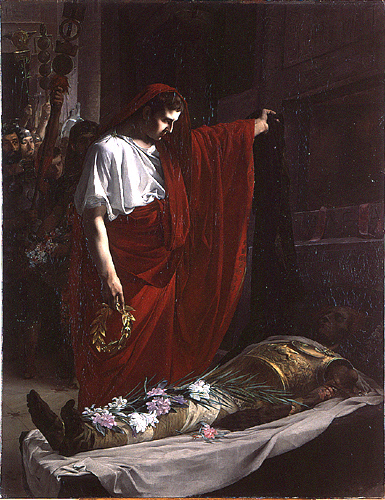
Император Август перед гробницей Александра Македонского, 1878, Высшая школа изящных искусств (Париж)
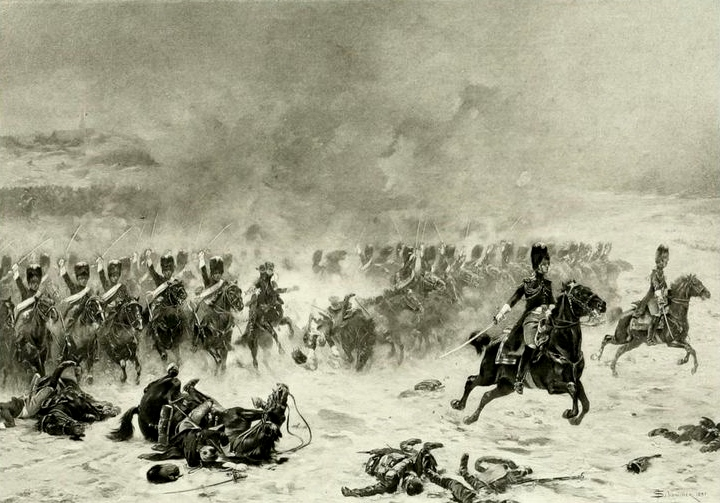
Атака Конных гренадер генерала Лепика в битве при Прейсиш-Эйлау, музей Армии
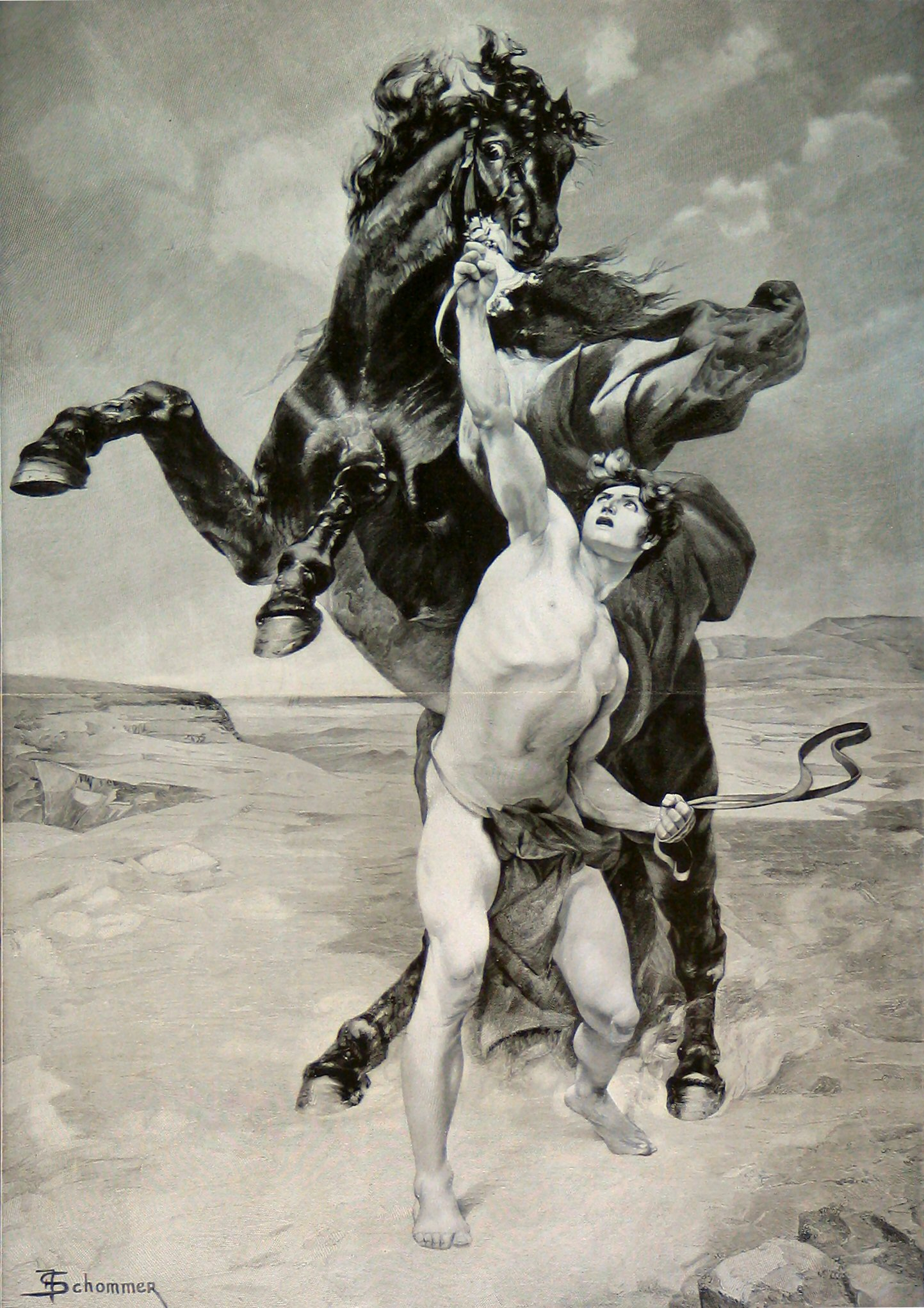
Александр Великий, укрощающий Буцефала. Местонахождение неизвестно
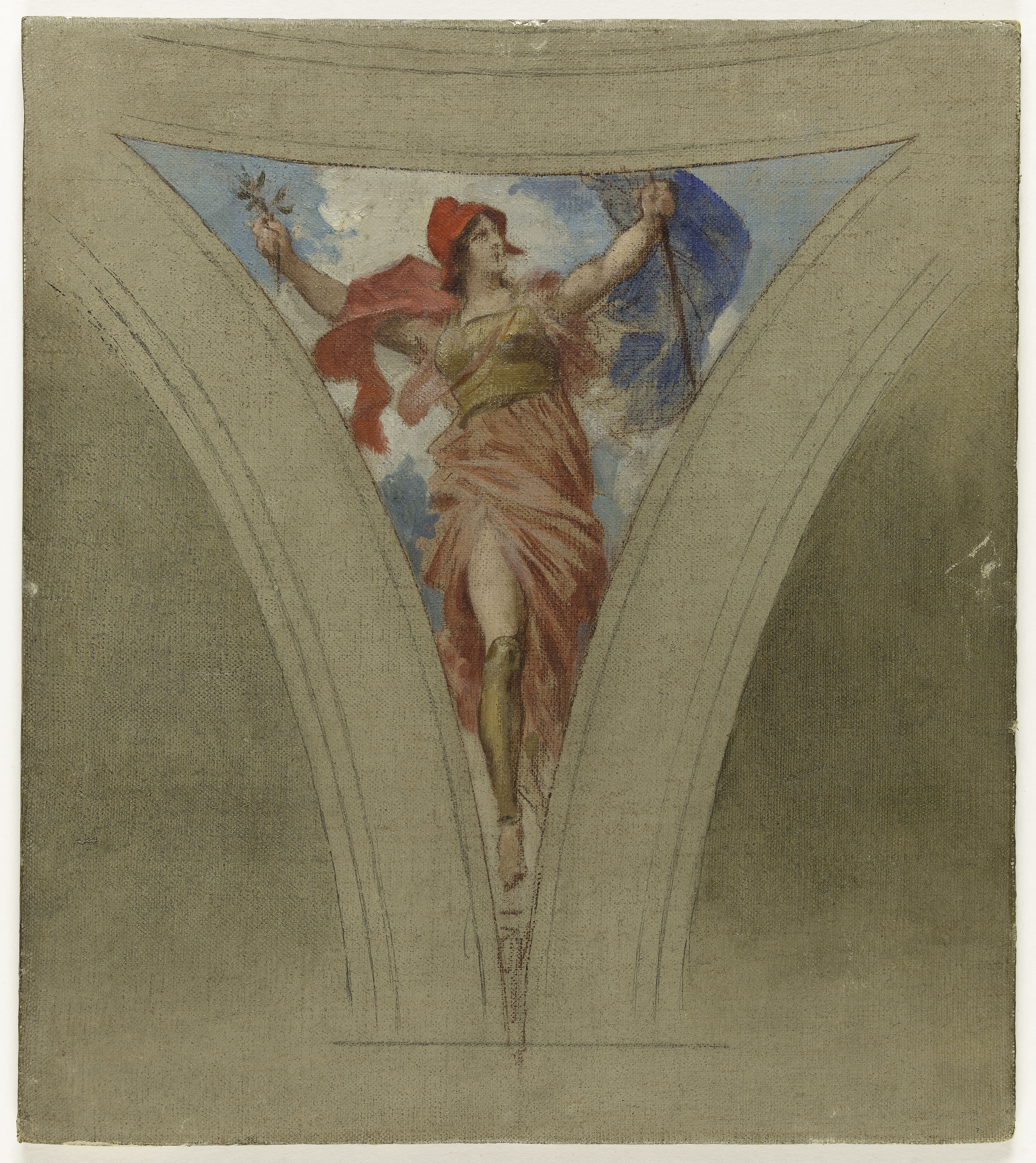
Эскиз росписи Парижской ратуши: аллегория Патриотической песни. Городской музей изящных искусств Парижа